# 布多-沃羅布伊
50°51′25″N 29°27′55″E / 50.85694°N 29.46528°E
布多-沃羅布伊（烏克蘭語：Будо-Вороб'ї），是烏克蘭北部的村莊，隸屬日托米爾州的科羅斯滕區。該村始建於1705年，面積1.68平方公里，海拔高度168米，2001年人口299。